# Henri Herz
Pour les articles homonymes, voir Herz.
Henri Herz, né le 6 janvier 1803 à Vienne et mort le 5 janvier 1888 dans le 9e arrondissement de Paris, est un pianiste et compositeur autrichien, naturalisé français.

## Biographie
Pianiste-compositeur et facteur de pianos, Henri Herz est né à Vienne, d'une famille juive originaire de Coblence et Francfort-sur-le-Main, sous le nom d'Heinrich Herz. Enfant, il étudie la musique avec son père et Daniel Hünten à Coblence. En 1816, il entre au Conservatoire de Paris, où il étudie le piano sous la direction de Louis-Barthélémy Pradher, et obtient le premier prix en 1818. Il est aussi l'élève de Reicha.
L'un des pianistes-compositeurs les plus célèbres de Paris sous la Restauration, il est peu à peu détrôné par Liszt et Chopin. Il fonde alors sa propre manufacture de pianos et y fait édifier l'une des premières véritables salles de concerts à Paris en 1838, la salle Herz, 48 rue de la Victoire. C'est là que Berlioz crée L'Enfance du Christ en 1854. 
Après avoir été le premier amant célèbre de la Païva, il effectue une vaste tournée en Amérique entre 1846 et 1851 et publie en 1866 un livre intitulé Mes voyages en Amérique. 
Ses pianos obtiennent la plus haute récompense à l'Exposition universelle de Paris en 1855 et on lui doit notamment l'amélioration du double échappement des pianos Erard dont il déplace le ressort.
Nommé professeur de piano au Conservatoire en 1842 par Auber, il  y enseigne jusqu'à sa retraite en 1874. En 1856, il prend sous son aile la jeune pianiste alsacienne Marie Jaëll, alors âgée de dix ans, qui entre au Conservatoire dans sa classe. Il publie une Méthode complète de piano en 1839 et dépose un brevet pour un appareil pour assouplir les doigts, le dactylion.
Il a composé 224 opus, comprenant en majorité des variations mais aussi huit concertos pour piano, dont il interpréta le premier avec la Société des concerts du Conservatoire et dont le dernier comporte un chœur. Ses pièces les plus célèbres furent les Variations sur Ma Fanchette est charmante op. 10 (1823) et surtout les Variations sur la violette op. 48 (1829), un des premiers best-sellers de l'édition musicale.
Naturalisé français, il meurt à Paris la veille de ses 85 ans et est enterré au cimetière du Père-Lachaise le 7 janvier 1888. Le 27 novembre 1902 sa dépouille est transportée à Monaco.

## Discographie
- Concertos pour piano et orchestre no 1, op. 34 ; no 7, op. 207 & no 8, op. 218 : Howard Shelley (piano & direction d'orchestre) - Tasmanian Symphony Orchestra, 1 CD Hyperion 2004 (Collection Le Concerto romantique pour piano, Vol. 35)
- Concertos pour piano et orchestre no 3. op. 87 ; no 4. op 131 & no 5, op. 180 : Howard Shelley (piano & direction d'orchestre) - Tasmanian Symphony Orchestra, 1 CD Hyperion 2006 (Collection Le Concerto romantique pour piano, Vol. 40)
- Concerto pour piano et orchestre no 2.op. 74 ; Grande fantaisie militaire sur La fille du régiment, op. 163 ;  Fantaisie et variations sur la marche d'Otello de Rossini, op. 67 & Grande polonaise brillante, op. 30 : Howard Shelley (piano & direction d'orchestre) - Tasmanian Symphony Orchestra, 1 CD Hyperion 2015 (Collection Le Concerto romantique pour piano, Vol. 66)
- Rondo de concert, op. 27 (+ Clara Schumann ; Ferdinand Hiller & Friedrich Kalkbrenner) : Howard Shelley (piano & direction d'orchestre) & Tasmanian Symphony Orchestra, 1 CD Hyperion 2019 (Collection Le Concerto romantique pour piano, Vol. 78).
- Liste des œuvres d'Henri Herz (en).

## Sources
- (en) The Grove Concise Dictionary of Music, 1994, Oxford University Press.
- Laure Schnapper, Henri Herz, magnat du piano, Éditions de l'EHESS, 2011.